# 烏森 (花街)
烏森（からすもり）、または新橋南地（しんばしなんち）は、かつて東京都港区新橋に存在した花街。

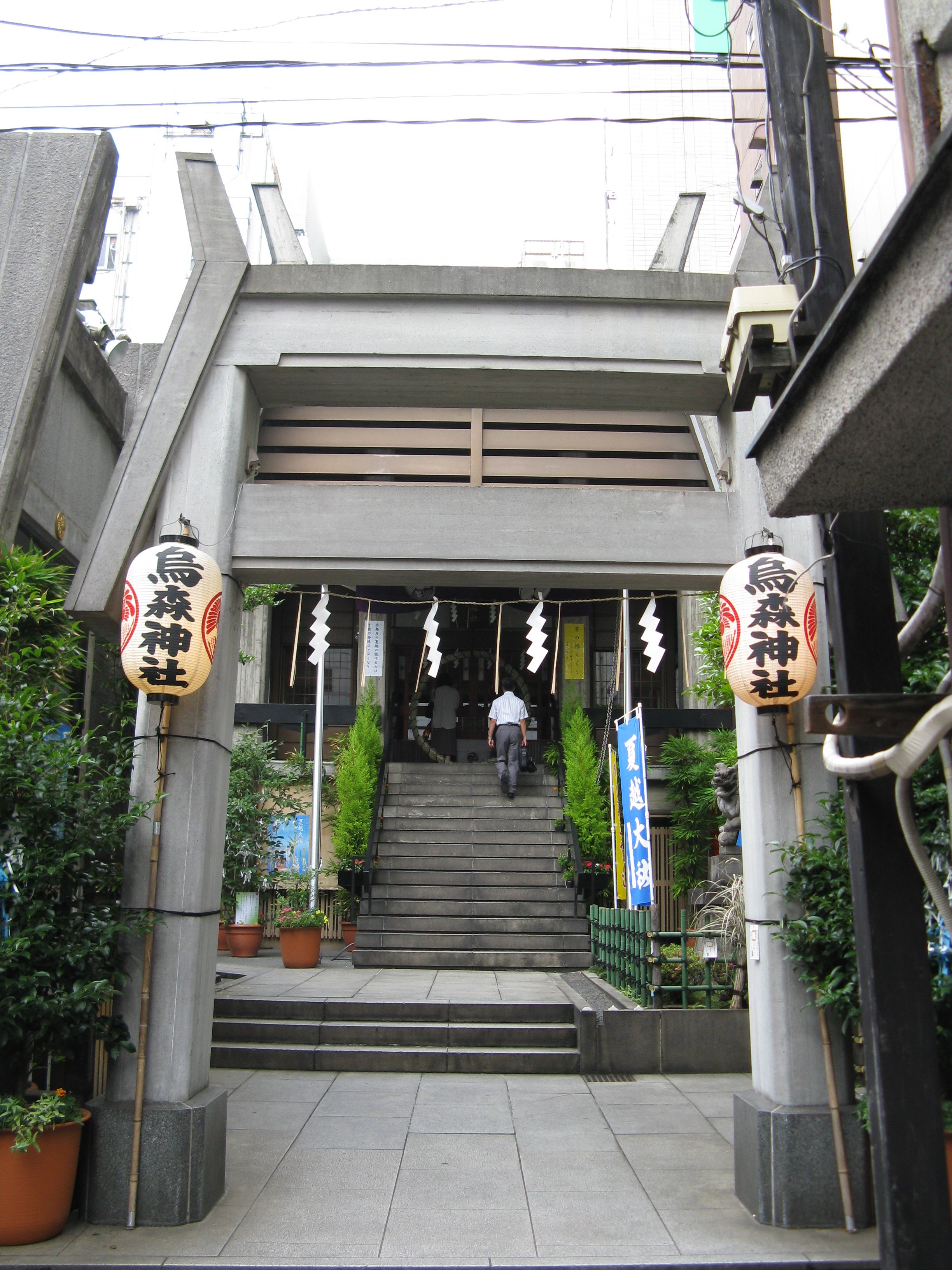
烏森神社
この付近に花街が存在した。

## 沿革
烏森は、元は金春新道（現・銀座8丁目）にある新橋から派出し、1869年（明治2年）12月、数寄屋町から発生した大火で花街が焼かれ、芸妓、置屋が汐留川向かいの烏森に逃れた。煉瓦街が完成し大半の者が戻ったが一部の芸妓、置屋が烏森神社周辺に残り、ここに花街が形成された。
1887年（明治20年）、烏森、新橋合わせて30軒で一流のお茶屋が烏森に集中していた。
誕生当初は新橋と共に歩んでいたが花街の位置等で1921年（大正10年）、分離し、1922年（大正11年）、芸妓置屋111軒、芸妓294名、幇間9名、料理屋11軒、待合95軒であった。
1944年（昭和19年）、戦争により閉鎖、翌1945年（昭和20年）、東京大空襲により烏森神社一帯は焼失したが戦後復興し、1950年（昭和25年）には料亭47軒、芸妓80名であったが1950年代後半、料亭が転廃業し、1967年（昭和42年）ごろ、烏森花街は終焉を迎えた。現在、烏森神社含む新橋駅西口は飲食店街として活気を示している。